# 九四式九〇〇馬力発動機
九四式九〇〇馬力発動機（きゅうよんしききゅうひゃくばりきはつどうき）は、海軍広工廠が開発・製造した液冷W型レシプロエンジンである。輸入したロレーヌ製発動機等から始まった日本における水冷W型発動機の最終型となる。試作型である九〇式八〇〇馬力発動機についても本稿で述べる。

## 概要
外国への技術依存の脱却を目指した海軍は1932年（昭和7年）に発動機の三ヵ年試製計画を立てた。本機はこの計画の内、W型18気筒式水冷九〇〇馬力発動機に相当する。1928年（昭和3年）頃から開発が開始され、試作中は九〇式八〇〇馬力発動機と呼ばれていた。開発当時では日本の航空機用発動機としては大型の部類に属し、陸海軍を通じ最大の出力を持った発動機であった。
試作機が完成したのは1930年（昭和5年）で、9月には最初の50時間耐久運転を終えたが、その際クランク室やウォータージャケットに亀裂が生じた為、改良が加えられる事となった。この後改良、実験が繰り返され、1934年（昭和9年）4月に300時間耐久運転を行った。30時間毎に10期に分けて実施され、第5期の初めに中間軸のボールベアリング、第8期の初めに第5気筒のピストンを交換した他は異常なく進み、無事終了した。この結果同年7月に九四式九〇〇馬力発動機として制式採用となった。更に制式採用直後から過給機を装備した性能向上型の試験が開始されており、自然吸気型を一型、過給機装備型を二型とした。出力は公称が1,000馬力に、離昇が1,200馬力に向上している。しかし搭載された九五式大攻が少数機の製造で終わってしまった上に、他に搭載する機体もなかった。
その後海軍では新型魚雷艇の開発を行った際に船舶用に適当な液冷発動機がなかったため、九四式発動機を流用して搭載している。

## 主要諸元
九四式九〇〇馬力発動機一型
- タイプ：液冷W型18気筒
- 筒径×行程：145 mm×160 mm
- 排気量：47.5 L
- 燃料供給方式：気化器式
- 離昇馬力　1,180 hp
- 公称馬力　900 hp

## 搭載機
- 九五式陸上攻撃機